# Wiszniewoje (przystanek kolejowy)
Wiszniewoje (ros. Вишневое) – przystanek kolejowy na granicy rejonów niemańskiego i czerniachowskiego, w obwodzie królewieckim, w Rosji. Położony jest na linii Pojegi - Czerniachowsk, w oddaleniu od skupisk ludzkich. Najbliższą miejscowością jest Wiszniowoje.

## Historia
Stacja kolejowa powstała w XIX w., gdy te tereny należały do Niemiec. Przebudowana do przystanku w okresie sowieckim.